# Château de Moulin-Neuf
Le château de Moulin-Neuf est un château situé à Saint-Quentin-la-Poterie et à Saint-Siffret, dans le département du Gard et la région Languedoc-Roussillon.

## Histoire
Le château du Moulin Neuf à Saint-Quentin la Poterie est propriété des Bargeton depuis le milieu du XVIIe siècle. Pierre de Bargeton, seigneur de Vallabrix, arrière-petit-fils de Mathieu de Bargeton, en hérite de son grand-père maternel Louis de Vaux seigneur de Saint-Quentin. par le biais de Marie de la Bastide, veuve de Louis de Vaux. Les de Vaux étaient des grands propriétaires terriens qui avaient fait fortune dans l'élevage de bovins et donc dans le cuir et les bougies. Après bien des péripéties le domaine du Moulin Neuf (plus de 22 hectares au moment de l'héritage) va passer à Jacques Adhémar Gaspard d'Arnaud de Vallabrix, par son mariage avec Jeanne Marguerite de Bargeton, en 1752. Est-ce lui ou son fils François Gaspard d'Arnaud de Valabrix, le sous-préfet qui fait creuser ce second puits?
Jean François Gaspard d'Arnaud de Vallabrix naît à Uzès, en 1755. Il se lance dans la carrière militaire à 12 ans.  Devient lieutenant colonel, puis aide de camp de Rochambeau. Sous l'Empire, il est maire d'Uzès. Veuf, ses biens passent par alliance à la famille de La Rochette. Il a de nombreux biens, dans plusieurs villages et réside dans son hôtel uzétien, place aux Herbes, dans son chateau du Moulin Neuf et dans son château de Fontcouverte. Il fait partie des grands notables du Gard et sa fortune s'élève alors à près de 150 000 francs.
Ce château fait l’objet d’une inscription au titre des monuments historiques depuis le 25 septembre 2007.
Il est aujourd'hui propriété d'une personne privée.